# 玉龙虎耳草
玉龙虎耳草（学名：Saxifraga forrestii）为虎耳草科虎耳草属下的一个种。

## 扩展阅读
- 維基物種上的相關：玉龙虎耳草